# Малоянгорчинское сельское поселение
Малоянгорчинское се́льское поселе́ние — муниципальное образование в Цивильском районе Чувашии Российской Федерации.
Административный центр — деревня Малое Янгорчино.

## История
Статус и границы сельского поселения установлены Законом Чувашской Республики от 24 ноября 2004 года № 37 «Об установлении границ муниципальных образований Чувашской Республики и наделении их статусом городского, сельского поселения, муниципального района и городского округа».

## Население
| 2010  | 2012  | 2013  | 2014  | 2015  | 2016  | 2017  |
| ----- | ----- | ----- | ----- | ----- | ----- | ----- |
| 1422  | ↗1442 | ↗1455 | ↗1473 | ↘1449 | ↘1417 | ↘1413 |
| 2018  | 2019  | 2020  | 2021  |       |       |       |
| ↘1389 | ↘1324 | ↘1297 | ↘1257 |       |       |       |

## Состав сельского поселения
| №  | Населённый пункт | Тип населённого пункта          | Население |
| -- | ---------------- | ------------------------------- | --------- |
| 1  | Байдуши          | деревня                         | ↗251      |
| 2  | Визикасы         | деревня                         | ↗152      |
| 3  | Вурманкасы       | деревня                         | ↗49       |
| 4  | Елаши            | деревня                         | ↗227      |
| 5  | Малое Янгорчино  | деревня, административный центр | ↗267      |
| 6  | Мамликасы        | деревня                         | ↗121      |
| 7  | Ойкасы           | деревня                         | ↘54       |
| 8  | Свобода          | выселок                         | ↘3        |
| 9  | Синьялы          | деревня                         | ↘56       |
| 10 | Толбайкасы       | деревня                         | ↗26       |
| 11 | Тяптикасы        | деревня                         | ↘59       |
| 12 | Хорнвары         | деревня                         | ↘107      |
| 13 | Янорсово         | деревня                         | ↗130      |